# フラチナリズム
フラチナリズムは、日本のポップ・ ロック・バンドで、八王子観光特使である。

## メンバー

### 現メンバー
- モリナオフミ （森尚史、1983年10月7日（41歳）、高知県高知市出身）
ボーカル、エンターテイナー、コメンテーター担当　モーターパン[注釈 1]、100人モノマネ[注釈 2][2]。etc
- 田村優太 （タムラユウタ、1984年7月11日（41歳）、愛媛県喜多郡 出身）
ギター担当　キ◯スト[注釈 3] etc
- タケウチカズヒロ(カズタケウチヒロ) （竹内一裕、1985年12月11日（39歳）、東京都台東区出身）
ベース担当　タケちゃんサンバ[注釈 4]、即興ソング[注釈 5] etc
- 都築聡二(Soji) （ツヅキソウジ、1985年8月23日（39歳）、神奈川県川崎市出身、高知県育ち）
ドラムス担当　ドラム漫談[注釈 6] etc

### 元メンバー
- 大木凡人 （オオキボンド、1945年7月8日（80歳）、愛媛県八幡浜市出身 ボーカル＆前口上担当）

### ロゴマーク

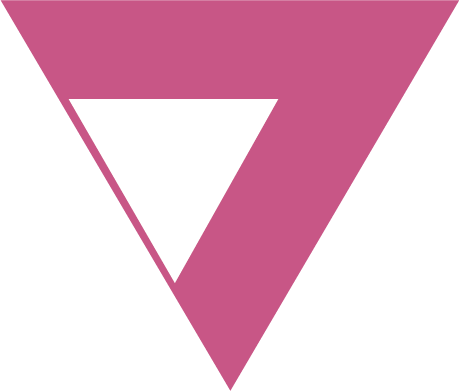
フラチナリズム ロゴ

## 要項

### 来歴
※オフィシャル ウェブサイト「NEWS」参照。
※札幌元気が出るTV　第4話　参照。
※フラチナリズム特集　produced byはちなび　参照。

#### バンド結成前
- モリナオフミ（18歳）は高知県でバンド「ジョニスカッチ」を結成し活動していた。
- 別のバンド「ジェットウォーク」で活動していた都築聡二（17歳）はモリのバンドのリハの時にドラムの代打で参加する。
- その後ファンクバンド「マニフォルシェイク」を結成。メンバーはモリナオフミ、都築聡二、高知県高知大学の友人。高知県を中心に活動する。
- NHK「バンドスタジアム」に出演する。
- 田村優太は高知大学のフォークソングのサークルに所属しており、サークルの部室に出入りしていたモリとは顔見知りであった。共通の友人宅でゲームなど一緒にしていた。
- 上京
- 田村の所属していたバンド「プラスサム」が解散。「マニフォルシェイク」に加入。
- 「マニシェ」にバンドを名変更
- 1代目、2代目ベーシスト脱退
- タケウチカズヒロは東京で活動していたバンドを辞め、ベーシストとしていろいろなバンドのサポート活動をしていた。共通の友人からベースのいないバンドがあるからサポートしてみないかと誘われ「マニシェ」と出会う。
- タケウチが「マニシェ」 のサポートメンバーになる。

#### フラチナリズム始動
- 2011年（平成23年）
  - 4月　バンド名を「フラチナリズム」に変更 [注釈 7][6]
  - 4月17日　初ライブ　「IPPON-ZULI～あなたの心(カツオ)を一本釣り～」 [注釈 8]
  - 5月19日　タケウチがフラチナリズムに正式に加入。
  - 12月　事務所社長の岩崎貞文と出会う
- 2012年（平成24年）
  - 5月2日　初ワンマンライブ　「不埒な戦い～春の陣～」ライブハウスmorph tokyoにて開催[注釈 9]。
  - 8月1日　ワンマンライブ　「不埒な戦い〜夏の陣〜」マウントレーニアホールにて開催[注釈 10]。
  - 八王子ロマン地下（集合飲食施設）での流し活動をはじめる。
  - 12月　モリが初めてふんどしになる。富士山の麓で写真撮影をする。

- 2013年（平成25年）
  - 流しなどの活動がJCNテレメディア(現J:COM八王子)のプロデューサーの目に留まり、TVレギュラー2本決まる。（デイリーニュース/防災戦士マモルンジャー）
  - JCN「逸品刑事」という番組の企画で、JCN開局25周年記念テーマソング制作することが決定。
  - JCN「元気です八王子」のテーマソング「幸せのキセキ」CDを制作。
  - 10月27日   シングル「幸せのキセキ/KAN&PAI」リリース。
  - ワンマンライブ「幸せのキセキ/KAN&PAI」リリース記念八王子３連戦～そして乳になる～を開催。1日でトークショー、ワンマンライブ、流しを行う。
  - 「幸せのキセキ」のCDを手売りで1000枚売るまで帰れませんという企画が始まり八王子の1DKで共同生活を強いられる。さらに年内に売り切らなければ坊主になるという条件も付いた。
  - 12月27日   八王子ロマン地下 CD1000枚売れたか？発表
  - 12月までに2ヶ月間で手売りで1000枚売り切る。お世話になった八王子の皆さんに恩返しする為に八王子共同生活続行をメンバーで決定。
    - ※上記出演詳細はこちら
    - ※ライブ詳細はこちら

- 2014年（平成26年）
  - 5月5日　八王子いちょうホールで初のホールワンマンライブを行う。
  - 8月30日　八王子オリンパスホールでワンマンライブ。　メジャー・デビュー発表[注釈 11]。
    - ※ライブ詳細はこちら

- 2015年（平成27年）

1月〜4月　北海道移住
4月10日　札幌ニトリ文化ホールでワンマンライブ。メジャー・デビュー決定が発表される。
5月23日　八王子オリンパスホールでワンマンライブ。メジャー・デビュー記念ライブが行なわれる。
※ライブ詳細はこちら
6月3日　大木凡人がボーカリストとして加入。
6月18日　大木凡人加入後、初のワンマンライブがmorph-tokyoで行われる。加入後半月で大木が突然の脱退を表明。

#### メジャーデビュー後
- 2015年（平成27年）

08月18日〜7days　メジャーデビューを記念したライブ「フラチナリズム命がけ7daysライブ　～5000枚売るまで歌い続ける！～」が行われた。
08月19日　1stミニアルバム「裸一貫」リリース。メジャー・デビューする。
08月30日　裸一貫リリース週特別企画 最終章〜デビューアルバムは5000枚売れたか否か！？ 発表会〜が行われた。日本クラウンとの契約続行が決定、発表される。
10月10日　八王子いちょうホールを皮切りに、メジャーデビュー後、初のホールワンマンツアーがスタート。
フラチナリズム#ライブ・コンサート・ツアー
11月22日　ツアーファイナルの北海道新道ホールにて2016年11月19日(土)東京中野サンプラザでのワンマンライブ決定が発表される。
12月09日　1stシングル「KAN&PAI-THE WORLD-」リリース。
12月19日　TBSテレビ 「CDTV」「KAN&PAI-the world-」初登場26位。
12月16日・18日　フラチナリズムが新宿 歌舞伎町にBARを開店。
12月20日　フラチナリズム初のディナーショーが八王子エルシィにて行われた。
- 2016年（平成28年）

02月01日　27年度　日本クラウンヒット賞贈呈式にて「アルバムヒット賞」を受賞。
02月03日　高尾山薬王院　高尾山節分追儺式に参加。
02月24日　八王子観光PR特使に就任
04月04日　初のレギュラーラジオ番組スタート。FM高知「フラチナリズムのラジオでKAN&PAI in 高知」
04月10日　札幌KRAPS HALLを皮切りに、初めての対バン全国ツアー「流行れ！！KAN&PAI」がスタート。
フラチナリズム#ライブ・コンサート・ツアー
05月27日　11月19日中野サンプラザホールワンマンライブと、1stフルアルバム「ハーフ＆ハーフ」の詳細が発表された。
07月06日　広島野外フェスティバル「うたたね2016」への出演をかけてミッションを課せられる。
フラチナリズム#出演
08月03日　1stフルアルバム『ハーフ＆ハーフ』発売。タワーレコード8/2付のJ-POPアルバムチャート2位獲得。
08月04日　「ハーフ＆ハーフ」リリース記念ワンマンライブが八王子 MatchVoxで行われる。
09月06日　フラチナクラウド始動。
09月13日　文化放送「吉田照美 飛べ!サルバドール」夏休み中の吉田照美に代わりフラチナリズムがMCとして出演した。
09月24日　初の高知ワンマンライブ「高知のスターになりたいがちや」が高知市 X-pt.にて行われた。
10月16日 「水平線の花火と音楽FINAL」 にバンドで出演。モリは泉谷しげるに気に入られ急遽MCとして大抜擢される。
10月19日　LINE LIVE「夜は渋谷の6時」 の水曜日レギュラー決定。しかし、その後2回目のdropとの対決で負けレギュラーがなくなる。
10月20日　新シングル「涙の雨がやむ頃に／ズコ☆バコ」のＣＤ展示会を行う。
10月29日  モリナオフミの母校である 高知県いの町神谷小中学校 で凱旋ライブ開催。
フラチナリズム#ライブ・コンサート・ツアー
11月16日 2ndシングル「ズコ☆バコ/涙の雨がやむ頃に」リリース。
11月19日 中野サンプラザホール　ワンマンライブ「満員になったら武道館」開催。
12月24日  フラチナリズム ディナーショーが八王子エルシィにて行われた。
- 2017年（平成29年）

01月01日   ホームページリニューアル。バンドとしては珍しい企業のようなホームページで「売れないバンド界イチ売れてるバンド」をキャッチフレーズとした。
01月06日　労働to武道館始動　その1 が発表される。
01月24日 「ゆうばり国際ファンタスティック映画祭2017」のイメージソングに「アイアイアイラブユー」が抜擢される。
02月04日 「第1回 六本木ホリエモン祭」音楽ライブBAN×KARA zone-r会場 にて、ゲストライブに出演。モリは総合MCを担当した。
02月16日　労働to武道館その2 その3 が発表される。
03月11日 東京都墨田区 セキネ楽器よりアルバム「ハーフ＆ハーフ２」発売記念インストアイベント〜予約イベント編〜が始まる。
03月19日   労働to武道館その3 新規獲得も大事だけど、ファンを強めに満足させろ！「フラチナリズム リクエストアワードvol.1」開催。
フラチナリズム#ライブ・コンサート・ツアー
05月17日　2ndフルアルバム『ハーフ＆ハーフ2』発売。
05月17日 「ミタニ建設工業株式会社」がフラチナリズムのスペシャルパートナーに決定する。
05月24日　労働to武道館その2 継続決定。
05月25日　第一興商DAM★とも プレゼント企画「フラチナリズム を歌ってソウルに行こう！」 実施。
05月28日　「前代未聞？人間プレイガイド」実施。
06月24日 フラチナリズム ワンマンライブ 「ディファ有明 〜仮想武道館!?センターステージに挑戦!!〜」開催。
- 2018年（平成30年）

01月21日　フラチナリズム主催企画「売れフェス　SEASON１」スタート。
08月11日　第65回よさこい祭り　桜舞ポーランド国際チームとして参加。フラチナリズムは楽曲の作詞と編曲も担当した。
10月28日　フラチナリズム主催企画「売れフェス　SEASON２」スタート。
10月29日　フラチナリズムワンマン企画「裏フェス」スタート。
- 2019年（平成31年、令和元年）

03月19日 高知県議会議員選挙啓発キャラクターに就任。
03月20日 香川ダイハツモータースのCMに出演。
06月16日 2020年1月18日オリンパスホール八王子にて「完全無料」ワンマンライブ決定と、フラチナリズム主催のツーマンライブ『&-and-』の開催を発表。
06月18日 バンドロゴをリニューアルする。
08月05日 フラチナリズム 主催ツーマンライブ、『&-and-』スタート。
フラチナリズム#ライブ・コンサート・ツアー
08月05日 「カードでダス」発売開始。
08月10日～12日 第66回　よさこい祭り2019 昨年に続き、高知県よさこいアンバサダー絆国際チームとして参加。
08月24日～25日明治神宮奉納 原宿表参道元氣祭スーパーよさこい2019に高知県よさこいアンバサダー絆国際チームとして参加。
09月16日 伯方の塩二代目声優オーデイション に応募し「聴き入ってしまうで賞」受賞した。モリが応募した作品はこちら。
- 2020年（令和2年）

01月18日 フラチナリズム無料ワンマンライブ &-and- FINAL「YOU&I」開催。
フラチナリズム#ライブ・コンサート・ツアー
04月01日 フラチナリズムの「ヒマナンデス！」配信スタート。
- 2022年（令和4年）

8月2日 所属していた事務所「TOIL&MOIL」を退所し、独立することを発表。

### キャッチコピー
※オフィシャルサイトに記載されているキャッチコピーは☆印。
～2016年
- 乾杯バンド[注釈 30]
- ハイブリットお古ポップバンド(☆)
- 崖っぷち三十路バンド(☆)
- ふんどしバンド[7]
- イケメン変態バンド
- 平成のエンターテナーバンド[34]
- 収入激減バンド[35]

2016年～
- 売れてないバンド界いち売れてるバンド(☆)[36]
- 四人のミュージックマエストロ(☆)[37]

### 特徴

#### 衣装
- 法被

白
ピンク
カラフル
パステル
- KAN&PAI theWorld
- HALF＆HALF
- HALF＆HALF2
- いきなりステキ
- カードDEダス
- オリンパスホール八王子 完全無料ライブ

#### 登場SE
- 「ドリフの大爆笑」オープニングの替歌

### コントなど
- フラチナリズム／自腹でハワイ旅行をプレゼントしようと思う
- スタスタローン怒りの忘年会
- 1st full album 「ハーフ&ハーフ」全曲試聴
- フラチナリズムHPミッション①うたたね2016出演チャレンジ！「うたたね」への道」
- フラチナリズムの「どんな状況でもKAN&PAI シリーズ」vol.1
- 12ヶ月連続企画『無重力シンパシー』ミーティング
- 12ヶ月連続企画『無重力シンパシー』ミーティングその２
- キャシータケウチ フラチナリズムの無重力シンパシーを踊ってみた
- キャシータケウチのKAN&PAI講座
- 1曲の中に100人のものまね！？「爆笑そっくりものまね紅白歌合戦」出演のモリナオフミによる百人モノマネ！
- 音返しツアー2015 私はモリになりたい 予告
- 人間書道
- つくってこわそう
- 子役オーディション
- キ◯スト様
- 武井聡二「フラチナリズムの倒し方」
- フラチナリズムの元気ですはちおうじ！ 番外編

## ディスコグラフィー
※オフィシャル ウェブサイト「DISCOGRAPHY」参照。

### シングル

#### インディーズ
| ＃ | リリース日     | タイトル                                           | 最高順位 | タイアップ・備考 |
| -- | -------------- | -------------------------------------------------- | -------- | --- |
| 1  | 2013年10月27日 | 幸せのキセキ/KAN&PAI                               | -        | - 幸せのキセキ - JCNテレメディア八王子 開局25周年記念ソング - 10/27～12/31の約2ヶ月の期間内にシングルCDを1000枚販売出来なければメンバー全員坊主という条件つきであった。 - ヌード写真集『母へ』スペシャルパック同時発売 |
| 2  | 2014年2月15日  | 幸せのキセキ/KAN&PAI                               | -        | ～手作りエヴォリューション～30曲？ |
| 3  | 2014年12月26日 | 置き土産                                           | -        | 収録曲 1. TRAIN 2. 男は皆馬鹿ばっか 3. ナポリタンゴ タイアップ - ナポリタンゴ - サークルKサンクス限定販売八王子ナポリタン                                                                                              |
| 4  | 2015年1月?日   | 幸せのキセキ/KAN&PAI and北海道限定ボーナストラック | -        | 2015年1月～北海道へ移住したフラチナリズムが名前を広めるために作った手作りのCDである。 |
| 5  | ----年--月--日 | KAN&PAI 学生ver                                    | -        | 収録曲 1. KAN&PAI 学生ver 2. 無重力シンパシー |

### 書籍
- 2013/10/27  ヌード写真集「   母へ～こんなフラチになりました～」[注釈 41]

### 曲・ミュージックビデオ

#### あ
- アイアイアイラブユー [注釈 42] [注釈 43]
- Don't Stop My Love～あいつはドスマラ～
- 愛knowダンスhole
- I ♡🖤八王子
- 愛燃ゆるナンバー
- あ・く・ま・でナイトフィーバー
- アスファルトの日曜
- APPARE JAPANESE
- Azure box
- Anterlinum
- いきなりステキ
- イタイケLonely boy
- 運命共同体
勝手にコンサドーレ札幌の応援歌を作ってみた(歌詞付き)
- 大江戸ディスコ
- O★TO★KO
- 男は皆馬鹿ばっか
- お隣サウンド
- 思い出と白い花
- 終わらない夏は君のせい

#### か
- 帰っておいで
- 帰っておいで LIVE DAM stadiumコンテンツCM
- KAN&PAI-THE WORLD-
- ガナトゥーヤ
- 銀世界に轍
- 絆

#### さ
- さよなら、I LOVE YOU
- さよならDisco
- 幸せのキセキ
〜2015.5.23.メジャーデビュー大合唱〜
- 幸せのキセキ
3ヶ月で2000人？！インディーズバンドが北海道で起こした幸せのキセキの動画[注釈 44]
- ズコ☆バコ
- 心音
- シグナル
- 寿限無ju GAME
- Gemini
- SKIP THE MOON
- STORY
- SPEED STAR
- Slily Straw Submarine
- セクレリア・ディジレリア
- 背中越しのラバー

#### た
- タケちゃんサンバ
- 単純にイエイ
- 抱きしめてWonderland
- Tambourine day
- たまったもんじゃねぇ
- ちょっとヒーローみたい
- テトテ
- 手を挙げろ～1.7320508～
- TRAIN

#### な
- 流れ星にキスをして
- 懐かしき友よ
- 懐かしき友よ [注釈 45]
- ナポリタンゴ
- 涙の雨がやむ頃に(アコースティックギター)
- 涙の雨がやむ頃に
- なんてファンタスティック

#### は
- 拝啓
- 遥か
- Hanged man
- パズル
- ひな壇芸人行進曲
- 不埒拍子昇天
- プラネタガール
- BIKA BIKA SEIJIN
- ふんどし男の夢花道
- feeling
- ふんどし男の夢花道
- Heavenly time
- 抱腹絶頂チャオチャーオ
- Body & Soul（カバー）
- 防災戦士マモルンジャー

#### ま
- 窓越しブリリアンス
- ミミズバレ
- 無重力シンパシー
- 物怪ダンス

#### や
- やってらんねぇ
- 有限会社サイガイン
- U.V.B.

#### ら
- RIDE ON TIME
- Requiem
- 竜頭蛇尾de Boo
- ロックンロールヒーロー

## ライブ・コンサート・ツアー
※オフィシャル ウェブサイト「NEWS」「スケジュール」参照。

### ワンマンライブ・ツアー・主催ライブ
※ホールワンマンは★印

### 売れフェス
1. SEASON1

2018年1月からスタートしたフラチナリズム主催企画。月に1回、全8回のフラチナリズム主催のスリーマンイベントである。
1. SEASON2

2018年10月28日よりスタート。
ゲストはSEASON1とほぼ同じアーティストが出演。

#### 特徴
1. 出演アーティストとの音楽バラエティ番組のようなトークセッションがある。モリがメインMCを担当している。「売れフェストー－－－ク」のコーナーでは、出演アーティスト全員が登場しの最近の売れ具合、ポイントなどを中心にトークで盛り上がり、オープニングで会場が温まるのが特徴となっている。
2. ライブはフラチナリズムの公式YouTubeチャンネル、LINEライブで生配信されている。
3. SEASON1では、沖縄旅行をはじめとした豪華景品をプレゼントが当たるチャンスがある。来場者には抽選券付きポケットテイッシュがプレゼントされ、1-8回目となる8月19日新宿ReNY公演にて抽選会を実施。
4. SEASON2では、売れフェスと同月にフラチナリズムのコアなファン向けのワンマンライブ「裏フェス」が開催された。
5. 毎月フラチナリズムの新曲発表する。
6. フラチナリズムはこのフェスを遂行することによってオリコン1位を狙う。

#### キャッチフレーズ
「今のところまだ売れているとは言えないけれど、売れそう、売れそうとは周りから結構言われるし、まだまだ売れたいと思っている人が集まるフェス」
「なんかみんな売れようぜっ」「みんな売れればいいのにー」

### 「＆」ーandー
２０１９年8月5日からスタートしたフラチナリズム主催の全３回のツーマンライブ。ホームの八王子ではなく渋谷O-WESTにて開催。
ファイナルの八王子オリンパスホールでの完全無料ワンマンライブに向けたフラチナリズムの新たな挑戦企画である。

### ライブ
| 年   | 備考 |
| ---- | --- |
| 2013 | - 04/27(土)※昼 上野BRASHでモリナオフミ/ソロライブ - 04/27(土)※夜 八王子ロマン地下でフラチナリズム/流し - 04/28(日)※昼 八王子駅前で祭り - 04/28(日)※夜 八王子ロマン地下で皆で打ち上げ！ - 05/31（金）六本木morph-tokyo（LIVE） - 06/07（金）八王子ロマン地下（流し） - 06/08（土）新宿RUIDO K4（LIVE） - 06/17（月）八王子ロマン地下（流し） - 06/21（金）六本木morph-tokyo（LIVE） - 07/05（金）学芸大学メイプルハウス（LIVE） - 07/19（金）六本木morph-tokyo（無重力） - 07/20（土）八王子横山町公園（野外） - 07/26（金）立川HEARTBEAT(LIVE) - 08/03（土）新宿RUIDO K4 |
| 2014 | - 04/01 六本木morph（箱ライブ） - 04/05 滝山城跡（野外） - 04/12 陵南公園（野外） - 04/13 柏PALOOZA（箱ライブ） - 04/19 みずき通り（野外） - 04/20 みずき通り（野外） - 04/24 渋谷O-WEST - 05/17 八王子ロマン地下（流し） - 05/18 サンヴァンサン八王子（流し） - 05/23 六本木morph-tokyo（ライブ） - 05/27 柏PALOOZA（ライブ） - 05/30 渋谷スターラウンジ（ライブ） - 08/21 六本木morph-tokyo（LIVE） - 08/22 六本木morph-tokyo(LIVE) - 08/23 第三小学校＆谷野町会祭り(ミニLIVE) - 08/24 長房町市民センター祭り（ミニLIVE） - 08/25 八王子ロマン地下流し(流し) |
| 2015 | - 03/29 札幌cube garden「アクターズスタジオREDLIVEVol.6」 出演：アクターズスタジオの皆さん/フラチナリズム - 04/05 札幌DUCE 出演：A.F.R.O / Brand New Vibe / GUEST : フラチナリズム - 04/29 柏PALOOZA 出演：SEX MACHINEGUNS / UCHUSENTAI:NOIZ / SETUNACREWS /iMagic./ フラチナリズム - 07/26 柏PALOOZA 「Singers'bar 柏祭り2DAYS SPECIAL2015 DAY.2~track&band Ver~ 」出演：HOST:GA-HA- / フラチナリズム /WAVE/S☆RUSH/ Gris VAGO / TWIN CROSS / ZEN(from UNIST) / 永井朋弥(+Plus TOMO) / あのHUMPTY / JARNZΩ - 08/05 TSUTAYA O-WEST「〜 CONTRAIL 〜」出演：ブレインコミックス / ビアンコネロ / I Don't Like Mondays. / フラチナリズム - 08/22 六本木morph-tokyo「トイモイ祭り～残暑～」出演：フラチナリズム / LIFriends / ミオヤマザキ - 08/28 熱海 親水公園「熱海 海上花火大会LIVE2015」出演：フラチナリズム / LIFriends / etc. - 08/30 八王子 横山町公園 「裸一貫リリース週特別企画 最終章〜デビューアルバムは5000枚売れたか否か！？ 発表会〜」 - 11/08 札幌 COLONY WHITE JAM ワンマンツアー2015「自由時間」&「ときどきヒーロー」 - 11/26 八王子RIPS 「BeeLive八王子紅白歌合戦 」フラチナリズム /Chu-z - 12/05 PALOOZA presents 「Party-Party-Party！師走の3man LIVE！」出演：Juliet / LIFriends & フラチナリズム - 12/20 「フラチナリズム クリスマスディナーショー」八王子エルシィ |
| 2016 | - 02/08 札幌 KRAPS HALL フラチナリズム企画 「フラチナリズムと北海道の仲間たち」出演：フラチナリズム / アキオカマサコ / ナイトdeライト - 02/20 新宿RUIDO K4 10th Anniversary 「スペシャルワンマンライブ」出演：フラチナリズム / 三浦祐太朗 - 02/27 代官山UNIT EROTICAL FEST-艶音-2016'〜代官山SPECIAL〜 出演：フラチナリズム / 東京エロティカルパレード。 / Brand New Vibe / KING / オーロラタクト/GUEST：米倉利紀 / misono - 03/02 六本木morph-tokyo「六本木であなたとダブルクリック!!」出演：フラチナリズム / TRIPLANE /Taka (from WEBER) / (Opening Act)NEVA GIVE UP - 03/25 高知 X-pt. 出演： / Subactor/ and more... - 04/07 六本木 morph-tokyo「まぜっこモンスター」出演：夏の魔物・ブラックDPG / フラチナリズム / Yun*chi / がんばれ！victory / 赤と嘘 / Thinking Dogs - 04/30 サンリオピューロランド「 EXTENSION Vol.1」出演：PrizmaX / フラチナリズム / Magic Boys / YU-SEI vivid AZAZEL / 城田組 / B2takes / MICCI / サンリオキャラクター - 05/31 六本木 morph-tokyo 「RISING ROCK FES」出演：ALL CITY STEPPERS / LIFriends / フラチナリズム - 06/04 SHIBUYA CLUB QUATTRO「Quattro Royal Straight Push supported by MEETIA ～フラチな月曜日！～」出演：フラチナリズム /I Don't Like Mondays. - 06/22 六本木 morph-tokyo 「RISING ROCK FES」出演： RIKIYA /新里宏太 /ALL CITY STEPPERS / LIFriends / フラチナリズム - 07/01 柏PALOOZA 「TOKYOドーナツ化大作戦 千葉編」出演：フラチナリズム / 天才凡人 / ベリーグッドマン - 07/27 六本木 morph-tokyo 「RISING ROCK FES」出演：ALL CITY STEPPERS / LIFriends / フラチナリズム - 08/20 六本木 morph-tokyo 「真夏の２マン、夏祭り『今年も最高の思い出つくろうｚｅ』～新しい仲間も入れてみた編～」出演：フラチナリズム/LIFriends/ (O.A)チロル - 08/26 六本木 morph-tokyo「夏休みだよ、全員集合！ 男組vs女組」出演：フラチナリズム / カメレオ / predia / はっちゃけ隊 from PASSPO☆ - 08/30 六本木 morph-tokyo 「RISING ROCK FES」出演：ALL CITY STEPPERS / LIFriends / フラチナリズム - 09/04 福岡 Queblick「鶴 TOUR 2016「ニューカマー 〜選ばれし者達〜」」出演：鶴 / フラチナリズム/ポタリ - 09/16 大阪 Arc 「カツオコレクション vol.15」出演：ZILCONIA / Unlimited Platinum Tracks / S☆RUSH / Crossover & Co.(ex.COLLAGEN BOY’z) /フラチナリズム - 09/30 六本木 morph-tokyo 「RISING ROCK FES」出演：ALL CITY STEPPERS / LIFriends / フラチナリズム / Rikiya / チロル - 10/14 札幌 KRAPS HALL 「No Maps presents Sapporo Neutral 2016」 - 10/21 六本木 morph-tokyo 「RISING ROCK FES」出演：ALL CITY STEPPERS / LIFriends / フラチナリズム / Rikiya / チロル - 10/27 六本木 morph-tokyo「DMM.yell LIVE 2016」出演：フラチナリズム / 5IGNAL / ライムベ / ヴァイブス動物園 - 11/02 六本木 morph-tokyo フラチナリズム×YANAKIKU 赤字覚悟！破格のツーマンライブ！「11月19日と12月29日空いてますか？あなたの大切なファンを、1日だけ貸してくださいSP」 - 11/24 六本木 morph-tokyo 「RISING ROCK FES」出演：ALL CITY STEPPERS / LIFriends / Rikiya / チロル / フラチナリズム - 12/04 吉祥寺clubSEATA「骨殺しナイト年末感謝祭2マンライブ」出演：ピアノゾンビ / フラチナリズム - 12/09 広島県 SECOND CRUTCH 「うたたね2016出演させてくれてありがとう！ライブ」出演：フラチナリズム/guest まなみのりさ - 12/13 高知 X-pt. 10th Anniversary LIVE 「四星球×フラチナリズム～ブリーフ法被 de KAN&PAI～」 - 12/21 六本木 morph-tokyo 「RISING ROCK FES」出演：ALL CITY STEPPERS / LIFriends / Rikiya / チロル / フラチナリズム - 12/24 八王子エルシィ「フラチナリズム クリスマスディナーショー」 - 12/31 八王子MatchVox「トイモイ祭～ありがとう2016年～」出演: LIFriends / ミオヤマザキ /フラチナリズム |
| 2017 | - 01/20 六本木 morph-tokyo 「RISING ROCK FES」出演：ALL CITY STEPPERS / LIFriends / チロル / フラチナリズム - 02/16 六本木 morph-tokyo 「RISING ROCK FES」出演：ALL CITY STEPPERS / LIFriends / チロル / フラチナリズム - 02/18 柏PALOOZA 「 PALOOZA presents 2MAN CIRCUIT フラチナリズム vs WHITE SHADOW」出演：WHITE SHADOW / フラチナリズム - 03/24 六本木 morph-tokyo 「RISING ROCK FES final」出演：ALL CITY STEPPERS / LIFriends / チロル / フラチナリズム - 03/26 Zher the Zoo YOYOGI「ザ・キャプテンズ presents 失神天国十番勝負第二章 その六 vs フラチナリズム」 - 04/02 渋谷Star lounge 「海鳴りのはじまり〜駐輪場で待ち合わせツアー〜東京公演」出演：sympathy / フラチナリズム - 04/13 六本木morph-tokyo「ハピコレ!!vol.79〜SPECIAL 3MAN LIVE〜」出演：Chelsy / フラチナリズム / ACT ONE AGE / チロル(O.A) - 04/14 渋谷TSUTAYA O-crest「Friday Special Night!!!!!!!!!!」出演：フラチナリズム / LIFriends / WHITE SHADOW / STEP UP BOYS / O.A. nacho… - 04/17八王子MatchVox Match Vox 13th anniversary「全力でコピバン大会」出演：マキシマムザドッポENON〜ひとりでできるもん〜 / コリアンテコンドーディスティネーション / 丹PUMP / 安全時代 /ニューB'z - 04/29 札幌市 Crazy Monkey「北の国から２０１７〜スリーマン〜初日」 出演：天才凡人 / フラチナリズム / claquepot - 04/30 札幌市 Crazy Monkey「北の国から２０１７〜スリーマン〜千秋楽」 出演：天才凡人 / フラチナリズム / claquepot - 05/06 高松MONSTER「YANAKIKUの唄芸においでまい！」 出演：YANAKIKU（スペシャルオープニングゲスト：フラチナリズム） - 05/09 六本木morph-tokyo「RISING ROCK FES」出演：ALLCITYSTEPPERS / フラチナリズム / チロル / BuZZ - 05/11 六本木 morph-tokyo 「DMM.yell Special LIVE supported by SUPALIV」 出演：エレクトリックリボン / CLUSTER. / YANAKIKU / フラチナリズム - 06/07 六本木morph-tokyo「RISING ROCK FES」出演：LIFriends / ALLCITYSTEPPERS / フラチナリズム / チロル - 06/09 渋谷DESEO 「CYT presents MASH UP DESEO episode2」 出演：フラチナリズム / 絶叫する60度 / ハシグチカナデリヤ - 06/30 仙台市 HooK SENDAI 「jealkb TOUR 2017 IDENTITY」出演：jealkb / フラチナリズム - 07/05 六本木morph-tokyo「RISING ROCK FES」出演：LIFriends / ALLCITYSTEPPERS / フラチナリズム / チロル - 07/07 千葉・柏PALOOZA 「七夕祭@PALOOZA 〜織姫と彦星の物語〜」出演：天才凡人 / callme / Juliet / フラチナリズム - 07/22 高知県高知市 ラ・ヴィータホール「フラチなディナーショウ〜フラチが高知でヨ！酔いのヨイ！〜」 - 07/24 渋谷DUO「LIFriendsメジャーデビュー4周年記念ワンマンライブ〜笑って泣いて4周年！帰ってきたよ渋谷duo！〜」出演：LIFriends モリがゲストボーカルとして出演。 - 07/30 柏PALOOZA「Singers' Bar GA-HA- 柏祭り SPECIAL 〜THE FINAL〜」HOST：GA-HA- MC：モリナオフミ ゲスト : フラチナリズム/ハシグチカナデリヤ/そよかぜ/LUVandSOUL/ZEAT/ OOPARTZ / 他 - 07/30 千葉県/柏：グリーンパーキングマスヤ特設ステージ「KASHIWA MUSIC EXPO 2017」出演：ホタルライトヒルズバンド / JARNZΩ / MNcorps / ブルートリップ. / peeto / caho / No.528 / フラチナリズム / 木村友美 / GIRL'S HORIZON / Sparkle Pink Ruby（出演順） - 08/23 六本木morph-tokyo「RISING ROCK FES」出演：LIFriends / ALLCITYSTEPPERS / フラチナリズム / チロル - 08/24 札幌CrazyMonkey 「北の国から2017夏 〜ツーマン〜 初日」出演：天才凡人 / フラチナリズム /ブレエメン - 08/25 札幌CrazyMonkey 「北の国から2017夏 〜ツーマン〜 千秋楽」出演：天才凡人 / フラチナリズム /ブレエメン - 09/20 六本木morph-tokyo「RISING ROCK FES」出演：LIFriends / ALLCITYSTEPPERS / フラチナリズム / チロル - 09/25 吉祥寺プラネットK「ザ・マスミサイル Key白石安広 生誕祭〜あとのことはしーらNight〜」出演：フラチナリズム / ザ・マスミサイル / opening guest : 市川セカイ - 10/14 札幌COLONY 「apporo Neutral 2017」 - 10/15 札幌Zepp Sapporo 「Discover Live Special 2017」 - 10/17 六本木 morph-tokyo 「RISING ROCK FES」 - 10/22 西川口Live House Hearts 「Brand New Vibe 10th Anniv. 対バンTour 2017-2018」 - 10/29 六本木morph-tokyo「ハピコレ!!怒涛の15DAYS SPECIAL!!」出演：南るみ / フラチナリズム / YANAKIKU / ウタリ / 文稀 / ハシグチカナデリヤ - 11/04 高知BAY５SQUARE ugartrap三周年企画『戻りカツオタタキフェス２０１７』出演：TEMPURA KIDZ / sugartrap / フラチナリズム - 11/10 新宿ReNY オレオレオナBirthday LIVE!! 出演：Gacharic Spin / フラチナリズム - 11/12 藤沢オーパ2階デッキ 「藤沢OPA路上ライブ」 出演：チロル / フラチナリズム - 11/18 新堀ライブ館ライブハウスN 「うちらの藤沢フェス〜冬の陣〜」 出演：チロル / フラチナリズム / 3SET-BOB / Anima / HARUNA |

### イベント・祭り・路上ライブ
| 年   | 備考 |
| ---- | --- |
| 2014 | |
| 2015 | - 03/28 「レバンガ北海道vs広島ドラゴンフライズ」ハーフタイムショー 旭川総合体育館 - 04/04 「アーティストは営業が命じゃ！ミカン箱で歌ってCDを売れ！ 」 琴似コルテナみんなの広場 出演：一世一代時代組/Transparent Blue/Selfarm/AYUMI KAWAKITA/フラチナリズム - 04/18 「みずき通りフェスティバル 」八王子 いちょうホール内小ホール - 04/19 「みずき通りフェスティバル」八王子 みずき通り - 04/26 「高尾 若葉まつり」高尾山ケーブルカー乗り場前 - 05/03 路上ライブ 八王子マルベリーブリッジ - 05/16・17 「カナモトサンクスフェアin高崎」ニューサンピア(群馬県高崎市) - 06/06 「Spirit of Yamato」Greenpia-MIKI (兵庫県) - 07/11「由井三小おやじ祭り2015」八王子市立由井第三小学校 - 07/12 「京王八王子 船森公園納涼祭LIVE」舟森公園 - 07/18 「八王子祇園祭」子安神社 - 07/19 「エヴァンゲリオンイベントLIVE」 NEXCO中日本 足柄サービスエリア内EXPASA足柄(下り) - 07/24 路上ライブ 調布銀座ゆうゆうロード 納涼夕市 - 07/25「中町盆踊り」ユーロード中町 - 08/02 「昭島市民くじら祭」昭島市昭和公園 - 09/13 「肉ROCKフェス2015」埼玉スーパーアリーナ - 09/20 「八雲神社例大祭」八王子 八幡八雲神社 - 10/03 路上ライブ 八王子駅北口 - 10/04 路上ライブ 八王子駅北口 - 10/10 「東京八王子高尾ライオンズクラブチャリティーライブ」八王子いちょうホール - 10/16 ~19 「宮崎 水平線の花火と音楽6 」参加 - 11/01 「あったかホール祭11」八王子北野余熱利用センター - 11/03 「相模二本松商店街 ふるさとまつり」 相模原市緑区二本松 セブンイレブン3丁目店駐車場 - 11/29 「羽村にぎわい音楽祭2015」JR青梅線羽村駅西口前特設会場 出演：LIFriends / フラチナリズム / 東京女子流 / 山猿 / Brand New Vibe / and more - 11/30 「MUSIC PARADISE」池袋シアターYES - 12/29・30・31：「RISING FES 2015～2016」 出演：MAX/DA PUMP/w-inds./Lead/三浦大知/平愛梨/フェアリーズ/LIFriends/ALL CITY STEPPERS/ピンクダイヤモンド/ふわふわ/原宿乙女/原駅ステージA/Give Nothing Back/フラチナリズム and more... |
| 2016 | - 01/05 「スーパープレミアム肉フェス 2016」京セラドーム大阪 - 01/23 FM横浜「YOKOHAMA MUSIC AWARD」presents「TOWER OF MUSIC vol.73」横浜マリンタワー 出演：フラチナリズム/モノレコード/タグチハナ/ MC植松哲平 - 02/03 「高尾山薬王院 高尾山節分追儺式」 - 02/05 「CLUB PITライブイベント」CLUB PIT - 02/07 「さっぽろ雪まつり2016」New Chitose Airport 北海道ショールームステージ - 02/09 「さっぽろ雪まつり2016」雪めぐり回路北3条ステージ - 02/10 「さっぽろ雪まつり2016」雪のHTB広場LIVEステージ - 02/28 「プロバスケットボール 東京八王子トレインズ vs 豊田合成」ハーフタイムショー出演 - 03/06 「HACHIDORI」 - 03/21 「G's presents 「MUSIC CUBE 16」 - 03/21 「SANUKI ROCK COLOSSEUM 2016」 - 04/02 「滝山城跡さくらまつり」 - 04/16 「Spirit of YAMATO」 - 04/23 「花と緑のまちづくりフェア」八王子横山町公園 - 04/23 「高尾山若葉祭り」京王電鉄高尾線「高尾山口駅」下車、ロープウェイ乗り場前 - 05/08 「ごめんな祭」高知県南国市 吾岡山 文化の森 - 07/16 「今日ドキッ！SUMMER LIVE」札幌市北3条広場 「HBC赤れんがプレミアムフェスト」特設ステージ - 07/23 「納涼夏祭り」 みなみ野下大船公園 - 07/30 「震災復興支援イベント TBC夏まつり2016 絆みやぎ〜GO FORWARD〜」 宮城県仙台市 勾当台公園・市民球場 - 08/06 「八王子祭り」八千代銀行前路上ライブ - 08/09 「お台場みんなの夢大陸 」 フジテレビ本社屋 マイナビステージ - 08/11 「MORNING RIVER SUMMIT'16」 大阪城音楽堂 - 08/19 「未来館八王子JAPAN」 オリンパスホール八王子 - 08/21 「長房町会納涼町民会2016」長房市民センター前河川敷 - 08/27 「JINBA KOGEN FES'16」 八王子 夕やけ小やけふれあいの里 - 08/28 「24時間テレビチャリティーライブ」 名古屋 栄・もちの木ステージ / アスナル金山 / 中部国際空港セントレア - 09/01 「フードクライマックス 肉フェスvs餃子フェス」 福岡 ヤフオク!ドーム - 09/08 「彩華縁」FINCH of AMAZING DINING - 09/11 「新琴似音楽祭」 新琴似中央公園 - 09/19 「NIB開局25周年記念イベント DEJIMA博 」 長崎市 水辺の森公園&三角広場 - 09/25 「RKCらんど2016」 高知市中央公園 - 10/07 「第34回全国都市緑化はちおうじフェア」 有楽町駅前特設ステージ - 10/10 「川口商店会ふれあいまつり」 川口やまゆり館 体育室 - 10/16 「水平線の花火と音楽FINAL」 サンマリーナ宮崎多目的芝広場 - 10/22 「わくわくフェア2016」八王子 横山町公園 - 10/23 「お十夜」八王子 大善寺 ／「八王子みずき通りフェスティバル」八王子 みずき通り Aステージ - 11/03 「相模二本松商店街 ふるさとまつり」 相模原市緑区二本松 セブンイレブン3丁目店駐車場 - 11/05 「八王子天狗祭2016」 エスフォルタアリーナ八王子 白虎ステージ - 11/20「いちょう祭り」八王子 陵南公園グランド - 11/27 「羽村にぎわい音楽祭2016」JR「羽村」駅西口特設ステージ - 12/11 「Nishitosa Band Fes」～SPECIAL GUEST フラチナリズム～ 土佐ふれあいホール |
| 2017 | - 02/03 「高尾山薬王院 高尾山節分追儺式」 - 02/04 「第1回 六本木ホリエモン祭り」サテライト会場 BAN×KARA ZONE-R - 02/25 「東大和市トレジャーハンティング」多摩モノレール上北台駅前 - 03/02 「ゆうばり国際ファンタスティック映画祭」2017〜ゆうばり国際式典 ”呼ばれてないのに”勝手に”ライブ参加 〜夕張市ホテルマウントレースイ１階ルピナス - 03/05 「HACHIDORI」八王子MatchVox - 04/22 「花と緑のまちづくりフェア2017」八王子横山町公園 - 04/23 「CONNECT 歌舞伎町 MUSIC FESTIVAL 2017」新宿BLAZE - 05/04「こうち春花まつり2017」高知市中央公園 - 05/05 「第３回土佐横浜みなと未来祭り」高知市 仁井田会場 - 05/07 「第四回 ごめんな祭」高知県南国市 / 吾岡山 特設会場 - 05/27 「高尾山若葉まつり」 市政100周年 ライブジャック - 07/29 「第37回 片倉台夏まつり」 片倉台小学校校庭・体育館 - 08/06 「昭島市民くじら祭」昭島市昭和公園 - 08/13 「第38回 北野台夏祭り大会」北野台中央公園 - 08/11 高尾599ミュージアム「高尾山のやまフェスだ！」 - 08/20 「上大和田 八幡神社 祭礼祭」上大和田八幡神社 - 08/26 「第30回海神祭かまぼこフェスティバル」かま栄本社工場横第二駐車場 - 08/26 「豊平川プロジェクト 札幌川見」札幌市中央区豊平川幌平橋下河川敷 - 08/27 「職人工房（モエレ沼芸術花火実行委員会）プレゼンツ LIGHT UP NIPPON HOKKAIDO「東北を日本を北海道を花火で元気に」」滝野すずらん丘陵公園 / オートリゾート滝野」 - 09/17 「八幡神社例大祭」八王子 八幡八雲神社 - 09/23 「第44回藤沢市民まつり」藤沢駅北口藤棚ステージ（サンパール広場） - 09/23 「TAKAOフェスタ2017」イーアス高尾 - 09/24 「TAKAOフェスタ2017」イーアス高尾 - 09/24 「タケウチカズヒロ ベースレッスン」日本工学院八王子専門学校ミュージックアーティスト科 - 09/24 「バジロク２」八王子 MatchVox※ タケウチがゲスト出演 - 09/30 「サニーマート北海道フェア」サニーアクシスいの店 一階広場 - 09/30 「仁淀川 神楽と鮎と酒に酔う in 仁淀ブルー」高知県いの町 仁淀川波川公園 - 10/09 「第34回全国都市緑化はちおうじフェア」富士森公園ガーデンステージ - 10/28 「第8回八王子マルシェ」ジョイステージ八王子 - 11/03 「二本松ふるさと祭り」二本松公園 - 11/05 「こうち防災フェスタ2017」高知市中央公園 - 11/11 「八王子天狗祭2017」 グットモーニングアメリカ企画フェス エスフォルタアリーナ八王子 出演：グッドモーニングアメリカ / a flood of circle / 四星球 / フラチナリズム / BRADIO / Gacharic spin / 175R / COUNTRY YARD / ゴールデンボンバー / Halo at 四畳半 / 04 Limited Sazabys / POETASTER / Rhythmic Toy World / MAGiC OF LIFE / 忘れらんねえよ - 11/19 「RS GuitarworksGuitarClinic&Talk Session 」山野楽器ロックイン新宿ギター&ドラム館1階イベントスペース 出演：田村優太 - 11/22 「フラチナリズムのモリちゃんの部屋～気になる○○さんとトークショー～」八王子MatchVox 出演：金廣真悟(グッドモーニングアメリカ) / 柚木涼香 - 11/26 「第４回羽村にぎわい音楽祭」JR青梅線「羽村」駅西口特設ステージ - 11/30 「知念里奈 20th Anniversary Memorial Concert」 東京国立博物館 平成館大講堂 バックバンドで出演 |
| 2018 | - 01/30 「奥 35歳 誕生祭 3 -今夜はあなたの歌で泣かせて-」八王子RIPS 出演：梅ちゃん(THE WELL WELLS) / タケウチカズヒロ(フラチナリズム) / 板東直人(39degrees) / 高橋大樹(POETASTER) / マッチョ(POETASTER) / ジュエル(POETASTER) / つちふまず(POETASTER) / 犬(ユタ州) / ミツノマサル(necozeneco) / 桜田雅大(トランヂスター) / 古田秀人(Cloque.) / つじたたかし(腱鞘炎) / 松山周一(MARMALADE BOYZ) - 02/03 「高尾山薬王院 高尾山節分追儺式」 - 02/03 「六本木ホリエモン万博」BAN×KARA ZONE-R「バンカラ選手権」モリ、タケウチが、MCで出演。ゲスト: YANAKIKU LIVE出演： 杉本ラララ / Kenta Hayashi / マグロジェット / ジョニクロ / 左近誠道 - 02/04 「六本木ホリエモン万博」ニコファーレ 「バンドモン☆」モリが、MCで出演。出演： たけやま3.5 / アイザックウシワカ / 石井南 / Robin's Egg Blue / ユナイテッドサンタ - 02/04 「六本木ホリエモン万博」ニコファーレ LIVE 出演： ポタリ / フラチナリズム / にゃんごすたー / RebellioN - 02/07「第69回さっぽろ雪まつり」札幌市 J:COMひろば - 02/25「八王子フォトロゲイニング滝山」 八王子 加住市民センター - 03/10「土佐の「おきゃく」2018」 高知市中央公園 - 03/11「土佐の「おきゃく」2018」 高知市中央公園 - 03/31「土佐の食１グランプリ2018」 こうち旅広場 - 04/02「四国アイランドリーグplus 2018公式戦 」高知ファイティングドッグスホーム公式戦 高知球場 - 04/08「松山春まつり」 城山公園 出演：大野拓朗 / たけやま3.5 / フラチナリズム / ジャアバーボンズ / ジャパハリネット - 05/27「高尾山若葉まつり」高尾ジャック Vol.2出演：ラチナリズム/LIFriends/NEVA GIVE UP |

### 流し
- 2012　秋〜    八王子ロマン地下毎月7がつく日
- 2013/12/27 八王子ロマン地下 CD1000枚売れたか？発表
- 2014/09/27 Butcher（ブッチャー）
2部制・各回30人限定アコースティックライブ
- 2014/10/07 八王子ロマン地下での流しを卒業[109]
- 2015/03/27 Dart’s&MusicHouse FamDICE (札幌) 「フラチナリズムと鍋パーティー」
- 2015/03/29 アッカゼロウグ（acca xerowg)
- 2015/06/14
19時30分 ぢどり屋
20時00分 ラーメン百馬
20時30分 ＢarAzul
21時30分 カドッコカフェ
22時30分 金太郎旭町店
- 2015/06/20 八王子市立中学校PTA連合総会(関係者のみ)
- 2015/07/08 八王子エルシィビアガーデン
- 2015/07/09 あなたの飲み会で流しキャンペーン
- 2015/07/10 あなたの飲み会で流しキャンペーン
- 2015/07/16 あなたの飲み会で流しキャンペーン
- 2015/07/17 あなたの飲み会で流しキャンペーン ×2
- 2015/07/22 LOTUS(ロータス)/ZeroStyle
- 2015/07/23 あなたの飲み会で流しキャンペーン ×2
- 2015/07/24 調布銀座[注釈 69]
- 2015/07/29 あなたの飲み会で流しキャンペーン
- 2015/07/30 あなたの飲み会で流しキャンペーン ×3
- 2015/07/31 あなたの飲み会で流しキャンペーン ×2
- 2015/08/07 田村優太プロデュース報告会[注釈 70]
- 2015/08/08 そーじプロデュース報告会
- 2015/08/13 モリナオフミプロデュース報告会
- 2015/08/14 タケウチカズヒロプロデュース報告会
- 2016/07/14 居酒商 古典家 /HALE LOUNGE OHANA
- 2016/07/28 八王子ロマン地下
- 2016/08/21 八王子ロマン地下
- 2016/09/09 札幌　炭火焼酒場ぽん太
- 2016/09/28 八王子ロマン地下
- 2016/10/13  札幌 カーテンコール(アコースティックライブ) ／  FamDICE ／スポーツバーnine
- 2016/10/23 八王子ロマン地下
- 2016/11/10  八王子ロマン地下
- 2016/11/23 八王子ロマン地下
- 2016/11/26 八王子ロマン地下[注釈 71]
- 2017/03/22 静岡ゴールデン横丁
- 2017/05/31 高知JacsonBar　ナイトキャンペーン
- 2017/06/01 高知JacsonBar　ナイトキャンペーン

### レポーター・賑やかしなど
- 2016/08/06 八王子祭り後のゴミ拾いに参加。[84]
- 2016/09/03 うたたね 2016しまなみ [110]　手伝い [注釈 72]※上記詳細はこちら。
- 2016/09/10 モエレ沼芸術花火2016　レポーター、賑やかし、手伝い。
- 2016/10/16 水平線の花火と音楽FINAL　手伝い、ガラ拾い。

## 出演

### テレビ
| 年   | 備考 |
| ---- | --- |
| 2013 | - 10/01 CATV「防災戦士マモルンジャー」 フラチナリズムが俳優としてドラマ出演。 - 10/10 CATV 「元気です八王子」 レギュラー出演 - 11/11 J:COM 「逸品刑事」 開局25周年ソング〜「幸せのキセキ」が出来るまで〜 - 12/16 J:COM 「逸品刑事」 フラチナリズム密着 |
| 2014 | - 09/13 J:COM 「特別番組 フラチナリズム オリンパスホールライブ」 |
| 2015 | - 04/03 J:COM札幌 「特別番組 どうもこんにちは！フラチナリズムです。助けてください。」 - 04/07 HTB(北海道テレビ)「イチオシ！モーニング」 - 04/09 HTB(北海道テレビ) 「 HIT.com Night」 - 08/19 日本テレビ 「1億人の大質問!?笑ってコラえて!」 朝までハシゴの旅in調布に出演。May J.がハシゴの旅のロケをしているところにフラチナリズムと調布フラチナ族が遭遇。 - 08/20 J:COM 「東京生テレビ」 ライブ生中継 200人集まるまでライブが出来ないというミッションを課せられる。 - 10/14 日本テレビ 「1億人の大質問!?笑ってコラえて!」 朝までハシゴの旅in四ツ谷に出演。新MCに就任した佐藤栞里がハシゴの旅に出発した先でフラチナリズムが出現。MC就任を祝して「KAN&PAI」をみんなで大合唱。佐藤の年齢25歳に因み「幸せのキセキ」も披露した。 - 10/23 フジテレビ 「爆笑そっくりものまね紅白歌合戦スペシャル」 モリナオフミが出演。福山雅治のモノマネで「虹」を披露した。 - 11/06 TBS 「BLITZ INDEX」 「フラチナリズム特集」 - 12/11 フジテレビ「ものまね王座決定戦」 モリナオフミが出演。一回戦で世良公則＆ツイストのモノマネで「あんたのバラード」を歌い準決勝進出。 準決勝ではDEENの「このまま君だけを奪い去りたい」を熱唱した。 - 12/15 BSスカパー！ 「fullchorus 音楽は、フルコーラス」 フラチナリズムが音楽トーク番組にゲスト出演。「KAN&PAI-the world-」TV初披露。 - 12/19 TBSテレビ 「CDTV」 「KAN&PAI-the world-」初登場26位。 |
| 2016 | - 03/21 RKC高知放送 「今日も元気に!ぱわらじっ」 タケウチカズヒロ、都築聡二が出演。 - 03/24 KUTV 「テレっちのたまご」生出演。 - 03/25 RKC高知放送 「こうちeye+」生出演。 - 05/06 フジテレビ「爆笑そっくりものまね紅白歌合戦スペシャル」。 - 05/09 RKC高知放送 「こうちeye+スーパー」生出演。 - 07/09 広島ホームテレビ「H♪LINE」フラチナリズムが広島ホームテレビにやってきた - フラチナリズム「うたたねへの道」 - フラチナリズムが広島ホームテレビにやってきた 7/9放送 - フラチナリズムTV mission①「うたたねさせるな」7/9放送 - フラチナリズムTVmission②「激痛でもうたたね?」7/9放送 - フラチナリズムTVmission③「うたたねのリハーサル？？」7/9放送 - フラチナリズムTVmission③続き「うたたねのリハーサル？？」7/23放送 - フラチナリズムTVmission④リベンジミッション「広島の夜の街で流し」7/23放送 - 07/29日HBCテレビ「ガッチャンコ・バラエティ『音ドキッ！』」 - 08/16 BSスカパー！ 「fullchorus 音楽は、フルコーラス」 フラチナリズム2度目のゲスト出演。「懐かしき友よ」「Body&Soul TV初披露。 - 08/27 テレビ埼玉「HOT WAVE熱波」 - 08/27 フジテレビ「ものまね紅白歌合戦 事前番組」 - 09/01 テレビ埼玉「HOT WAVE熱波」 - 09/02 フジテレビ「ものまね紅白歌合戦」 - 09/10 高知ケーブルテレビ 「Kochi on TV!」「みんなの広場」のコーナー - 11/20 フジテレビ「ものまね王座決定戦 放送直前みどころスペシャル」 - 11/25 フジテレビ「ものまね王座決定戦 」 モリナオフミが出演。モノマネ王者決定戦の出場は２回目である。 - 11/26 J:COM 「東京生テレビ」 - 12/06 BSスカパー！ 「fullchorus 音楽は、フルコーラス」 フラチナリズム3度目のゲスト出演。「ズコ☆バコ」「涙の雨がやむ頃に」を披露。 - 12/09 テレビ東京「超流派」 - 12/14 RKC高知放送「eye+スーパー」 - 12/16 J:COM八王子「八王子人図鑑」出演:タケウチ |
| 2017 | - 01/17 フジテレビ系列「ノンストップ!」フラチナリズムが特集される。 - 02/11 高知 さんさんテレビ「おちゃのまLive さんスタ！」 出演:モリ - 05/03 RKC高知放送「eye+スーパー」生出演 - 05/18 テレビ埼玉「熱波」 05/23 HBCテレビ 「音ドキッ！」 - 06/01 テレビ高知「テレっちのたまご」生出演。 - 06/02 フジテレビ「ものまね紅白歌合戦」 - 06/06 フジテレビ「魁！ミュージック」 - 09/08 フジテレビ「ものまね紅白歌合戦」 - 09/12 HBC北海道放送『音ドキッ！』MC:グッチー 出演アーティスト:フラチナリズム / 雨のパレード / 平井大 / ｌｏｌ - 11/24 フジテレビ「日本一のものまね王者が今夜決定！ものまね王座決定戦 年に一度の鉄板ネタ ガチンコスペシャル」 |
| 2018 | - 03/23 広島ホームテレビ「ミュージックバラエティ「H♪LINE」」 - 09/19 テレビ高知「鳴子でつながる世界～Dancing in a Summer Dream～」出演者：桜舞ポーランド国際チーム / フラチナリズム 2018年 9月 21日 (金曜日) 09/21 フジテレビ「爆笑そっくりものまね紅白歌合戦スペシャル」 出演：モリナオフミ - １１/２５ フジテレビ※関東ローカル「日本一のものまね王者が決まる ものまね王座決定戦 開幕直前予習スペシャル！！」 出演：モリナオフミ - １１/３０ フジテレビ 「日本一のものまね王者が今夜決定！ものまね王座決定戦 年に一度の鉄板ネタ ガチンコスペシャル」出演：モリナオフミ |

### ラジオ

#### レギュラー
- FM高知
「フラチナリズムのラジオでKAN&PAI in 高知」[注釈 90]
  - 2016/04/04「フラチナリズムのラジオでKAN&PAI in 高知」
  - 2016/04/18 「フォーチュン田村の占いコーナー」[注釈 91]
  - 2016/05/02 「高知弁」「フォーチュン田村の占いコーナー」[注釈 92]
  - 2016/05/16 「ごめんな祭」「フォーチュン田村の占いコーナー」「生まれはその辺。昔はノストラダムスだった」[注釈 93]
  - 2017/02/20 「フォーチュン田村の占いコーナーが復活」[注釈 94]
- 八王子FM
「フラチナリズムのラジオでKAN&PAI in八王子」[注釈 95]
  - 2018/01/03 番組スタート

#### ゲスト
- 2015/03/24 NORTH WAVE (82.5HMz) [140]「GROOVIN' MODE」
- 2015/03/25 FMドラマシティ (77.6HMz) ハッピーソウルリーディング
- 2015/03/28 AIR G (80.4 MHz)「Dream Farm」
- 2015/03/29  HBCラジオ「 グッチーのSunday Delight Labo」
- 2015/03/29 FMリベール(83.7HMz)「コーシンのいっしょうけんめい」
- 2015/04/02  AIR-G'(80.4Mhz)「アップダウンのトークイリュージョン」
- 2015/11/27 FM FUJI「沈黙の金曜日 」
モリナオフミ、タケウチカズヒロが生出演。ニューシングル「KAN&PAI-THE WORLD-」「遥か」オンエアー。
- 2015/12/17  NACK5 [141] 「キラスタ」
モリナオフミ、タケウチカズヒロが生出演。
- 2015/12/24 文化放送 [142]「吉田照美 飛べ！ サルバドール」
モリナオフミ、タケウチカズヒロが生出演。
- 2016/01/06 K-mix[143]「みんなの19HR」「激推し！ネクストブレイカーズ」宣伝担当スタッフインタビュー
- 2016/01/14 BSS 山陰放送　JRT四国放送[144]「もしかしてどぶろっくだけど！」
モリナオフミ、タケウチカズヒロが出演。
- 2016/01/14 K-mix[145]「みんなの19HR」「激推し！ネクストブレイカーズ」 宣伝担当スタッフインタビュー
- 2016/01/15 文化放送 [142]「吉田照美 飛べ！ サルバドール」
フラチナリズムがレポーターとして登場。
- 2016/01/19 ソラトニワ原宿 [146]「GO GO GOLDSTARS」公開生放送
- 2016/01/20 K-mix[143]「みんなの19HR」「激推し！ネクストブレイカーズ」モリナオフミインタビュー
- 2016/01/27 K-mix「みんなの19HR」「激推し！ネクストブレイカーズ」宣伝担当スタッフインタビュー
- 2016/03/19 ラジオNIKKEI第一[147]「ミュージックアプリEX」フラチナリズム特集。
- 2016/03/31 Hi-Six FM高知[148]「サリーとタケとこんじるのまだまだお昼ですよー！」
- 2016/04/08 fmドラマシティー [149]「Talking Labo」
- 2016/04/08 HBCラジオ [150]「一斉送信：宅飲みするよ！」フラチナリズムが生出演。
- 2016/04/25・26 AIR-G'[151]「アーティストフラッシュ」モリとタケウチが生出演。
- 2016/04/06  FM OSAKA [152]「LOVE FLAP」モリとタケウチが生出演。
- 2016/04/06 K-mix「みんなの19HR!」モリとタケウチが生出演。
- 2016/04/27 STVラジオ[153]「Pop'n Roll ミュージック」
- 2016/04/27 MBSラジオ[154]「福本愛菜のうたバッカ」
- 2016/04/28 STVラジオ[153]「Pop'n Roll ミュージック」
- 2016/05/04 ラジオ関西[155]「遊・わーく・ウィークリー」
- 2016/05/06 KBCラジオ [156]「TOGGY's AHEAD！」
- 2016/05/06 LOVE FM [157]「music × serendipity」
- 2016/05/06 FM福岡 [158]「ハカタカランキン！」
- 2016/05/09 HBCラジオ　[159]「カーナビラジオ午後一番！」
- 2016/07/15 HBCラジオ [150]「一斉送信：宅飲みするよ！」フラチナリズムが生出演。
- 2016/07/20 FM FUJI[160]「J POP N’ ROCKs」モリナオフミ、タケウチカズヒロが生出演。
- 2016/07/22 文化放送[161]/「楽器学園〜ガキパラ〜」フラチナリズムが生出演。[注釈 96]
- 2016/07/25 渋谷のラジオ[162]「カラオケ部」ライブハウス・カラテツへようこそ！
- 2016/08/05 FM愛知 [163]「アスナル金山present ケラケラ×アスナルトレジャー」
- 2016/08/10・11 TOKYO FM[164]「OH!HAPPY MONING」
- 2016/08/17〜19 AIR-G' [165]「アーティストフラッシュ」
- 2016/08/18 NACK5[166]「キラメキミュージックスター「キラスタ」」
- 2016/09/13 文化放送 [142]「吉田照美 飛べ！ サルバドール」
フラチナリズムが夏休み中の吉田照美に代わりMCを担当。[注釈 97]
- 2016/09/15 Hi-Six FM高知[148]「サリーとタケとこんじるのまだまだお昼ですよー！」
- 2016/09/17～18  かつしかFM  [167]「INDIES MAGIC ！」
- 2016/11/14  FMヨコハマ[168]「Tresen+ 」モリ、タケウチが生出演。
- 2016/11/21〜25  全国28局 「あなたにハッピーメロディー」
- 2016/12/08 FMちゅーピー「イブニングストリーム」モリ、タケウチが生出演。[注釈 98]
- 2016/12/12 Hi-Six FM高知[169]「Morning Click」モリ、タケウチが生出演。
- 2016/12/12 FM香川 [170]「JOY-U・CLUB」モリ、タケウチが生出演。
- 2016/12/13 FM愛媛[171]｢noonday pop｣ モリ、タケウチ、田村が生出演。
- 2016/12/23 FM FUJI[172]「ATTACK OF THE KILLER BiSH」富士急ハイランドから生放送。
- 2017/01/01  RNB 南海放送[173]「Smile Mix」
- 2017/01/02 JRT 四国放送[174]「白井みゆきのみゆうじっく」
- 2017/01/03 文化放送 [142]「吉田照美 飛べ！ サルバドール」
フラチナリズムは正月休み中の吉田照美の代打MCたかのてるこのMCアシスタントをモリが担当。ゲストにフラチナリズムが登場。[注釈 99]
- 2017/01/07 HFM 広島エフエム「JPスタンダード」
- 2017/01/13 RNB 南海放送「友近ママの魔法の引き出し」
- 2017/02/04 J-WAVE「SEASONS」[注釈 100]
- 2017/04/28 FM north wave「Magic_Friday」モリ、タケウチが生出演。
- 2017/05/04 RKC「あさドレッ！わいど」生出演
- 2017/05/10 NACK5「キラスタ」モリ、タケウチが生出演。
- 2017/05/16 AIR-G'「IMAREAL」
- 2017/05/16 RKC高知放送 「今日も元気に」ぱわらじっ！！「Tueもく!!アーティスト」のコーナーにて特集
- 2017/05/16 NACK5「ラジアナ」出演：モリ、タケウチ
- 2017/05/21  STVラジオ「ミュージックパレット」
- 2017/05/21  RKC高知放送 Music Dellvery:R
- 2017/05/23  RKC高知放送「今日も元気に」ぱわらじっ！！火曜日
- 2017/05/23 FM FUJI ｢J POP N’ ROCKs｣ 出演:モリ、タケウチ
- 2017/05/30  RKC高知放送「今日も元気に」ぱわらじっ！！火曜日
- 2017/05/30 JFN系 「Day by Day」 生出演
- 2017/05/30 HBCラジオ「カーナビラジオ午後一番！」
- 2017/06/01 FM高知「Hi-Six SHAKE！SHAKE！SHAKE！」生出演
- 2017/10/19 恵庭コミュニティFM「e-niwaのにわナビ！」
- 2017/10/25 FM NORTH WAVE 「J-HITS FLOOR」
- 2017/11/03 八王子FM「イツカノオトとイーリアのキラキラノオト」出演：モリナオフミ

### web

#### インタビュー・特集
- - 2015/08/20 大注目のイケメン変態バンド「フラチナリズム」！！！
- 耳マン【連載／33歳マン】【インタビュー】
  - 2016/11/23「メンバーを食わせるまではやめられない」フラチナリズム・モリナオフミが語る33歳の自分[175]
- BARKS【連載】「フラチナリズムの労働to武道館 」～売れてないバンド界イチ売れてるバンドが武道館を目指す話～
  - 2017/03/01 vol.1 「売れてないバンド界イチ売れてるバンド」
  - 2017/04/03 vol.2 「3月度業績報告」
  - 2017/05/08 vol.3 「平成29年4月度業績報告」
  - 2017/06/06 vol.4 「平成29年5月度業績報告」
  - 2017/07/05 vol.5 「平成29年6月度業績報告」
  - 2017/08/04 vol.6 「平成29年7月度業績報告」
  - 2017/09/03  vol.7 
  - 2017/10/10  vol.7 「平成29年9月度業績報告」
  - 2017/11/07  vol.7 「平成29年10月度業績報告」

【業績報告まとめ】「フラチナリズムの労働to武道館 」～売れてないバンド界イチ売れてるバンドが武道館を目指す話～
- BARKS
  - 2017/05/17 【突撃取材】フラチナリズムが八王子市民に愛される理由とは？
  - 2017/09/01 【特別企画】フラチナリズム × RICOH THETA V × BARKS：最新360°映像体験
  - 2018/03/24〜03/25【特別企画】フラチナリズム 売れフェス番外編 マンションフェス supported by MUSISION
- music voice【インタビュー】
  - 2017/05/17 全てをエンターテイメントに変えたい、フラチナリズムのこだわり
- TSUTAYA music PLAYLIST【まとめ】
  - 2017/05/17 今イチバン勢いのあるバンド≪フラチナリズム≫のまとめ
- UtaTen【インタビュー】
  - 2017/5/18 20代女子必見(笑)！盗作騒動のお騒がせバンド、フラチナリズムが半分半分のアルバム出すってよ！
- 堀江貴文のFRESH!チャンネル「ホリエモンのQ&A 〜フラチナリズム編〜」生放送。[177][注釈 101]
- ホリエモンチャンネル 堀江貴文のQ&A 【フラチナリズムと八王子お散歩企画】
  - 2017/08/23 「バンドで有名になるには！？」〜vol.908〜
  - 2071/08/25 「既存のサービスを上手く使え！？」〜vol.909〜
  - 2017/08/27 「お金の集め方！？」〜vol.910〜
  - 2017/08/29 「プロになるには！？」〜vol.911〜
  - 2017/09/02 「AIは利用せよ！！」〜vol.913〜
  - 2017/09/04 「やり続けることが大事！？」〜vol.915〜

#### レギュラー
- LINE LIVE 「渋谷は夜の6時」水曜レギュラー
  - 2016/10/26  対決：河村唯 [注釈 102]
  - 2016/11/02   対決：drop[注釈 103]

#### ゲスト
- 2015/03/24フラチナリズムUstreamチャンネル[178]「北乃カムイがフラチナハウスに突撃訪問！？」
- 2016/7/1 nana[179]『nanaの崖っぷち三十路社長 VS 八王子の崖っぷち三十路バンド』の四番勝負！
- 2016/7/14 Ustream「放課後牙虎倶楽部」[180]
- 2016/7/26 「うたたね」への道 フラチナリズムHPmission①「広島あるある？？」 [181]
- 2016/8/9 「うたたね」への道 フラチナリズムHPmission②「他県でうたたねはっぴを着てライブ！！」[182]
- 2016/8/16 「うたたね」への道 フラチナリズムHPmission③「うたたねの神様」[183]
- 2016/8/22 「うたたね」への道 フラチナリズムHPmission④「コーラでうたたね」[184]
- 2016/8/26 「うたたね」への道 フラチナリズムHPmission　「 結果発表！！」[185]
- 2016/10/12  LINE LIVE 「渋谷は夜の6時」[注釈 104]
- 2016/10/19  LINE LIVE 「渋谷は夜の6時」[注釈 105]
- 2017/2/4 fresh!「ホリエモン祭り音楽ライブ」[27]
- 2017/4/14 MEETIA「フラチナリズムのおいしい音楽」[186]
- 2017/5/12 ニコニコ生放送「ニコラジ」[187] 出演：モリ・田村
- 2017/5/27 FRESH！！｢DoGeroppa♪」[188]
- 2017/7/27 fresh!「ホリエモンのQ&A 〜フラチナリズム編〜」[177]

#### 配信

##### ツイキャス
- フラチナリズム[189]
  - 2016/11/01「八王子バルベリー[190] 潜入レポート」
- モリナオフミ[191]「モリキャス」
  - 2015/12/25 「モリキャスinコインランドリー」「真夜中の出会い」「あゆみくん」
  - 2016/01/02 「妖怪クツシタカクシ」「カラムーチョCMソング」「ギター弾語り」
  - 2016/01/06 「高速道路編」「恋愛相談室」
  - 2016/01/20 「2月4日から禁煙」
  - 2016/01/21 「深イイ話」「目玉焼きの黄身だけをのこして食べるなんて麻袋を顔に被せて抱〜」「俺を酔わせるには二杯もあれば十分だ」
  - 2016/01/23 「渋滞編」「ジャニーズ好き」
  - 2016/01/25 「RC帰宅中編」「声優やりたい」「ファミマのフレンチクルーラ」
  - 2016/01/28 「お金に執着心がなくなった」「2：8の法則」「紐パン」
  - 2016/01/30 「砂時計〜紐パンの歌〜[注釈 106]」「写真集画像」
  - 2016/02/01 「日本クラウンヒット賞受賞」「54%」
  - 2016/02/03 「高尾山 豆まき」
  - 2016/02/07 「in北海道」
  - 2016/02/12 「モリキャスから生まれた名曲『砂時計』[192] YouTube公開」「VAPE」「放置芸能人」
  - 2016/02/13 「すっとこどっこいファイトだね〜」「母降臨」「フンドシデー」
  - 2016/02/14 「ふんどし選手権」「モリちゃん東京タワー」「スタコラ」「ふんどし男の夢花道[193] YouTube公開」
  - 2016/02/16 「ひろちゃん神」「岩崎がやべー」「トークショウ開催決定」
  - 2016/02/21 「ギャッパイ」「モリ岩崎トークテーマ」
  - 2016/02/23 「味玉」
  - 2016/02/24 「八王子観光PR特使」「ジョイマン」「ゴキブリ」
  - 2016/02/28 「音速の貴公子」「あのですねおじさん再び」「モリーズナブル」「300円」
  - 2016/02/29 「モリキャス株主総会」
  - 2016/03/03 「新潟上陸」「よつごじま」
  - 2016/03/05 「フクロモモンガ」
  - 2016/03/08 「ゴシゴシタイム」「れんちむとかれちむは中野チムプラザホールで逢うチム」
  - 2016/03/11 「元カノドーナッツ」「あだ名」「クイズ」
  - 2016/03/12 「ニケツ」[注釈 107]
  - 2016/03/14「エスタニー(エスカニー) [注釈 108]」「エセベーターガール[注釈 109]」「モリちゃん名前研究所[注釈 110] 発足。しかしこの回限りであった。」
  - 2016/03/17 「歌が単純にうまい」「カラオケ」
  - 2016/03/24 「六角精児」
  - 2016/03/27 「桐生一馬だ」
  - 2016/03/28 「陽水」
  - 2016/04/12 「流行れ！！KAN&PAI」「日出郎」
  - 2016/04/15 「絶対結婚したるんや」
  - 2016/04/28 「爆笑そっくりものまね紅白歌合戦スペシャル」「モリちゃん炎上選手権」
  - 2016/05/03 「氷室京介」「中居正広」「モノマネ」
  - 2016/05/22 「ハーフ&ハーフ」「抱きバム」「ヲタ」
  - 2016/06/06 「実はモテたくて言いました」「モリスト」「SPEED」
  - 2016/06/10 「モリオカート」「モリッシュブラザーズ」「モン面騎乗位」
  - 2016/06/12 「チャレンジ精神」「★★★」「ケンタウロス」
  - 2016/06/19 「流行れKAN&PAIツアー」「ファイナル」「フラチナIPPONグランプリ[注釈 111]」
  - 2016/06/21 「現地妻46」
  - 2016/06/23 「predia」「湊あかね」「ちゃんころぴー」
  - 2016/06/25 「現地妻の条件」「ハーフあんどハーフ」
  - 2016/06/26 「フラチナIPPONグランプリ」「結果発表[注釈 112]」「ローション相撲」「姑46」
  - 2016/06/30 「中野サンプラザチケット発売」「たまぁるかおまんらまっことこじゃんちすいきょうみたいやにゃー」「nana」
  - 2016/07/01 「柏パルーザ」「車で帰宅中」「オレうま対決一本目」
  - 2016/07/03 「貞子vs伽椰子」「恋」
  - 2016/07/09 「MV撮影」「格好良くイケよー」
  - 2016/07/12 「PAI&PAN」「音楽の話」
  - 2016/07/19 「北海道」「宮崎」「楽曲解説」「アスファルトの日曜」
  - 2016/07/20 「深夜なので言っちゃいけない事しか言わないよ」「真面目な話」
  - 2016/07/26 「現地妻」「残り29県」「フラチナIPPONグランプリ」
  - 2016/08/11 「チップ」「キャン玉デール」「モーニングリバーサミット」
  - 2016/08/13 「SMAP解散」
  - 2016/08/22 「全身タイツ」「9月からホームレスになる」「夏休みだよ全員集合！男組vs女組」
  - 2016/09/23 「フラチナクラウド説明会」「中野サンプラザ満員」[194][注釈 113]
  - 2016/10/01 「フラチナクラウド」「達成」「キャス会見」
  - 2016/10/01 「フラチナクラウド第2弾」[195][196]
  - 2016/10/11 「ズコ☆バコMV公開」[注釈 114]「LINEライブ」
  - 2016/10/12 「LINEライブ」「勝利」「弟のお見合いキャス計画」「売れないバンド界で一番売れてるバンド[注釈 115]」
  - 2016/11/04 「水平線の花火と音楽FINAL」「泉谷しげる[注釈 116]」「じいちゃん」「凱旋ライブ」「夜這いは趣味」「天狗祭」
  - 2016/11/09「ものまね王座決定戦出演決定」「フェチ」「トゥナイト」「中野サンプラザ」
  - 2017/01/23 「スーンしてトーンしてバーイ」
  - 2017/02/05 「豆まき」「ホリエモン祭り」
  - 2017/02/08「失敗しない人生は、人生に失敗する」「ハゲだるま」
  - 2017/02/12 「乙女BITCH」「キッコーマン」
  - 2017/02/14 「フラチナIPPONグランプリ」「チルダ」「歌丸」[注釈 117]
  - 2017/02/17 「ハーフ＆ハーフ2」「特典会」「ハワイ旅行」「妖怪クツシタカクシ」
  - 2017/02/19 「深夜の飲みキャス」
  - 2017/02/21 「MVPはatsushi」「母なる大地にモリ帰る」「日本の三大怨霊」
  - 2017/02/26「ハーフ＆ハーフ2」「明日収録曲発表」「菊井彰子と湊あかねが降臨」「デートしたい」「ホラレスパイラル」
  - 2017/02/27「リクエストアワード」「収録曲発表」
  - 2017/03/01 「接客とはエンターテインメント」「履歴書」「5115」
  - 2017/03/05 「ゆうばり国際ファンタスティック映画祭」「HACHIDORI」「にも関わらず笑う」「やってらんねぇ」
  - 2017/03/09 「コインランドリー」「GWは四国に集合」「あだ名」「用務員」
  - 2017/03/10 「インストアライブ」「箱より10倍面白い」
  - 2017/03/13 「モリちゃん激おこプンプン丸！！」「みやさこ無罪」
  - 2017/03/14「曲順どうする？」「人生とは人と生きる事」
  - 2017/03/19「リクエストアワードvol.2開催」「誓う」「ヘソタトゥー[注釈 118]」「音楽の話」「優しくなる訓練」
  - 2017/03/23 「フラチナパンフ」
  - 2017/03/27 「クロノマーズ」「XYZ」「ディファ有明プラチナチケット」「傷彦様のタロット占い」
  - 2017/04/05 「橋本からあげ」「コラボキャス」
  - 2017/04/09「インストアライブ生配信」
  - 2017/04/09「ジャケット写真解禁」「しょうもない」
  - 2017/04/15 「ものまね紅白歌合戦スペシャル」「歌講座」「健康管理だバカヤロー」
  - 2017/04/20 「ZOZOTAMU」「吉岡里帆」「撮影してきましてん」「歌詞解説」「GW」
  - 2017/04/23 「賃貸の家募集案件」
  - 2017/04/28 「北海道から」「フラチナリズム新フライヤーA4三つ折りタイプ2017春」「奥手」
  - 2017/05/02 「GW」「おこんにゃく」
  - 2017/05/05 「花火のおすそわけ」「土佐横浜みなと未来祭り」
  - 2017/05/17 「ハーフ＆ハーフ２発売」「微力は無力ではない」「平愛梨」
  - 2017/05/31 「DAMとも」「高知ナイトマーケット」「ぺ止まり」
  - 2017/06/13 「カンテが凄い」「2年ぶりのあれ[注釈 119]」「ビブラート[注釈 120]」
  - 2017/06/15 「飯よりモリキャス」「充電2%」「12時間の通しリハ」
  - 2017/06/19 「応援メッセージ」「ディファ有明ワンマン」「モリちゃん3分クッキング」「虫の話」
  - 2017/06/21「全員集合[注釈 121]」「チケットは明日まで」
  - 2017/06/26 「全員集合」「フラチナミッション大抽選会」
  - 2017/07/07 「森ビル」「ラップバトル」「七夕ライブ」
  - 2017/07/10 「フラチナ大抽選会」「CD買ってハワイへ行こう」
  - 2017/07/25 「DAMともコラボ動画当選者発表」
  - 2017/08/22 「話し上手は聞き上手」「聞き上手は床上手」
  - 2017/10/20 「来世占い大爆発」「フェーズ3」
  - 2017/10/22 「追い焚き機能」
  - 2017/11/01 「急に電波が引きちぎれた」「モリが強い」
  - 2017/11/19 「フラチナリズムは武道館に「たつ」と思います」
  - 2017/12/01「ワールドカップ抽選」「おっぱいよりサッカー」
  - 2017/12/12 「ペヤング＆マヨネーズ」「売れフェス」
  - 2018/01/09「おポシャ」
  - 2018/01/26「高知」「白熊」
  - 2018/02/16 「ネビチャレ」「売れフェス」
  - 2018/05/08 「22時に発表したーい」「いきなりステキ」「うれたらステキ」
  - 2018/05/13 「スタジオ入って曲作ってたら」
  - 2018/06/02「良心市」
  - 2018/06/08「ゴゾウロップ」
  - 2018/06/21 「こう見えても疲れまんねん」
  - 2018/08/02「LINE LIVE アフタートーク」
  - 2018/08/11「桜舞ポーランド」「よさこい」
  - 2018/08/14「よさこいについて振り返ろう」「売れフェス」「毎日モリキャス」
  - 2018/08/15「毎日モリキャス」
  - 2018/08/16「モンドゥー教の開祖、モセイドンがモーランを配布する日」「売れフェス」
  - 2018/08/17「毎日モリキャス」「ほん怖」
  - 2010/08/20「売れフェス」「感謝のモリキャス」
  - 2018/08/26「LIGHT UP NIPPON HOKKAIDO」「花火」
  - 2018/09/01「弾き語り」「即興ソング」「前世占い」
  - 2018/09/02「オンラインショップ開設」
  - 2018/09/07「チャリティーイベントについて」
  - 2018/09/12「そうだ神谷に行こう」
  - 2018/09/18 「権三郎」「LINEライブ」「ミキさんとコラボ」
  - 2018/09/20「作詞」
  - 2018/09/20「横山町公園」「タケウチカズヒロ罰ゲーム結果発表」
  - 2018/09/21「ものまね紅白裏話」
  - 2018/09/30「ケツ美」「台風許さねえ！！」
  - 2018/10/01「追加スケジュール」
  - 2018/10/04「音楽と神と酒に酔うin椙本神社」「生中継」
  - 2018/11/13 「GAINA MATSUYAMA」「アナとヌキの女王」
  - 2018/11/30「ものまね王座決定戦」「副音声」
  - 2019/03/10「高知」
  - 2019/03/19「テレKANアフタートーク」
  - 2019/04/05「曲作りチラ見せおじさん」
  - 2019/05/01 「PUBG解説」
  - 2019/05/11 「伯方の塩声優オーディション」
  - 2019/05/15 「遊びじゃないけど、遊びじゃないと」
  - 2019/06/03「口笛ヘタ」
  - 2019/06/10 「PUBG実況見てね」
  - 2019/06/16 「フラチナリズムの思い」「第2部」
  - 2019/06/20 「」
  - 2019/06/21 「ボーカル講座」
  - 2019/06/24 「」
  - 2019/07/19 「大阪ひとり旅」
  - 2019/07/28 「単純にイエイレゲエバージョン」
  - 2019/08/15 「よさこいについて」「超回復のやり方」「今後のスケジュール」
  - 2019/09/08 「オクトーバーフェスト」「モリキャス限定情報」
  - 2019/09/08「案ずるより産むがやすしきよし」
  - 2019/09/09 「欠航便が多い中フラチナリズムの乗る飛行機だけがとんだ話など」「PUPG」
  - 2019/09/11 「振動は感動である」
  - 2019/09/11 「アイディアをひねり出して企画書に起こしているバンドマンを垂れ流し。」
  - 2019/09/23 「PUBGでKAN&PAI in OPENREC.tv」
  - 2019/10/4「オリンパスホール完全無料ワンマン」「チケットは、紙、LINE登録のどちらかに」

##### 17
- タケウチカズヒロ[197]「タケ呑み」
  - 2018/01/15「タケ呑み」
  - 2018/03/07「ベースを弾く」
  - 2018/05/07「イエモンなどを弾き語り」
  - 2018/05/08「デスクワークをただ垂れ流してみる」

##### LINE LIVE
- フラチナリズム
  - 2017/12/26 「年末のご挨拶生配信」
  - 2018/01/31 「タケ呑み〜ズッコケ三人組のほんわかナイトパーティー〜」6時間配信
  - 2018/09/20「タケウチアルミホイル球作る」
  - 2018/10/02「え？また台風来てんの？ええ加減にせーよ！しばくぞ！強めにしばくぞスタジオライブ」
  - 2018/10/16「テレビでKAN&PAIinターネット！」

##### SHOWROOM
- フラチナリズムのヒマナンデス！ 配信中!!

### 雑誌
- 2017/06/25「ほっとこうち」

## フラチナ族
フラチナ族とはフラチナリズムのファンの愛称である。Facebook内のグループページのメンバーで構成される。

### 地域別フラチナ族
- 八王子フラチナ族（2014年3月より）
  - フラッチー
- 札幌フラチナ族（2014年9月より）
- 相模原フラチナ族（2015年2月より）
- 昭島フラチナ族（2015年1月より）
- 調布フラチナ族（2015年7月より）
- 兵庫フラチナ族（2015年8月より）
- 茨城フラチナ族
- 宮崎フラチナ族（2015年9月より）
- 山梨フラチナ族（2015年4月より）
- 高知フラチナ族（2016年9月より）